# 불량변호사
《불량 변호사》(영어: Puncture, 영국에서는 영어: Injustice로 개봉)는 2011년 공개된 미국의 독립 드라마 영화이다. 변호사 마이크 데이비드 "마이크" 와이스와 폴 댄지거의 실화에 기초하였다.

## 줄거리
약물 의존증인 변호사 마이크는 의료 현장에서 의료인들이 주사 바늘에 찔려 에이즈나 간염에 감염되는 사고가 종종 발생하며 이를 방지하는 안전 주사 바늘이 의료 회사 방해로 시장에 공급되지 못하고 있음을 알게 된다. 마이크는 상황을 뒤집기 위해 동업자이며 절친인 폴과 함께 힘겨운 다윗과 골리앗의 싸움에 들어간다.

## 출연진
- 크리스 에번스 - 마이크 데이비드 "마이크" 와이스 역
- 마크 캐슨 - 폴 댄지거 역
- 마셜 벨 - 제프리 댄코트 역
- 마이클 빈 - 레드 역
- 비네사 쇼 - 비키 로저스 역
- 제시 L. 마틴 - 대릴 킹 역
- 브렛 컬런 - 너새니얼 프라이스 역
- 케이트 버턴 - 오라일리 의원 역
- 에린 앨리슨 - 킴 댄지거 역
- 록새나 호프 - 실비아 역
- 제니퍼 블롱크 - 스테퍼니 역
- 오스틴 스토얼 - 응급 구조 대원 역
- 데이비 제이 - 구급대장 역
- 테스 파커 - 제이미 와이스 역
- 줄린 - 캔디 역
- 샘 메디나 - 거리의 아이 역

## 기타 제작진
- 배역: 코트니 브라이트, 니콜 대니얼스, 레이철 플래너건, 피오나 위어
- 미술: 크리스토퍼 스털, 이본 부드로
- 의상: 케리 퍼킨스
- 분장: 엘리자베스 프라이